# Chrysoúpolis
Chrysoúpolis (Chrysoupoli) är en kommunhuvudort i Grekland.   Den ligger i prefekturen Nomós Kaválas och regionen Östra Makedonien och Thrakien, i den nordöstra delen av landet, 300 km norr om huvudstaden Aten. Chrysoúpolis ligger 19 meter över havet och antalet invånare är 8 885.
Terrängen runt Chrysoúpolis är platt åt sydost, men åt nordväst är den kuperad. Runt Chrysoúpolis är det ganska glesbefolkat, med 47 invånare per kvadratkilometer. Chrysoúpolis är det största samhället i trakten. Trakten runt Chrysoúpolis består till största delen av jordbruksmark.